# WPBSA Minor Tour 1994/95
Die WPBSA Minor Tour 1994/95 war eine Serie von Snookerturnieren im Rahmen der Saison 1994/95. Die sechs Events standen für alle Spieler offen, hatten aber keinen Einfluss auf die Snookerweltrangliste und waren dazu gedacht, niedriger platzierten Spielern mehr Möglichkeiten für Turnierteilnahmen zu geben. Die WPBSA Minor Tour gilt als Vorläufer der UK Tour / Challenge Tour.

## Turniere
Insgesamt fanden sechs Events im Rahmen der WPBSA Minor Tour 1994/95 statt.
| Event   | Datum         | Ort        | Sponsor  | Sieger              | Ergebnis | Finalist      |
| ------- | ------------- | ---------- | -------- | ------------------- | -------- | ------------- |
| Event 1 | November 1994 | Antwerpen  | −        | Jamie Woodman       | 6:3      | Matt Wilson   |
| Event 2 | Februar 1995  | Khon Kaen  | Nescafé  | Noppadon Noppachorn | 6:3      | Sam Chong     |
| Event 3 | März 1995     | München    | −        | John Lardner        | 5:2      | Eddie Manning |
| Event 4 | April 1995    | Helsinki   | −        | Colin Morton        | 6:5      | Matthew Couch |
| Event 5 | Mai 1995      | Marsaskala | Cisk     | David Roe           | 6:3      | Tony Drago    |
| Event 6 | Mai 1995      | Peking     | Strachan | Drew Henry          | 6:5      | Mark Williams |